# La settima onda (film)
La settima onda è un film del 2015 diretto da Massimo Bonetti.

## Trama
Tanino, giovane pescatore di un paese del Sud, provato da vicende sfortunate, un giorno incontra Saverio, famoso regista, con cui condividerà la sua passione per il cinema. Sara è la moglie di Tanino, donna forte, che ama i bambini e lotta contro le difficoltà di un'esistenza umile, complicata dalla presenza incombente della madre. Con Vittorio, amico e collega, Tanino tenterà le imprese più pericolose. Un magnate del pesce, personaggio temuto in paese, metterà ulteriormente a rischio le loro vite.

## Distribuzione
Il film è stato distribuito nelle sale italiane a partire dal 24 maggio 2018.

## Riconoscimenti
- 2018 - Villammare Film Festival
  - Miglior Film
  - Premio della Critica a Imma Piro
  - Menzione Speciale Miglior Cast
- 2015 - Terra di Siena Film Festival
  - Premio Miglior Attrice a Valeria Solarino
  - Premio RAROVIDEO
- 2015 - Menzione Speciale della Giuria Miglior Film Indipendente - Magna Graecia Film Festival